# Trần Phước
Trần Phước (sinh năm 1946) là một sĩ quan cao cấp của Quân đội nhân dân Việt Nam, hàm Trung tướng, nguyên Chủ nhiệm Tổng cục Hậu cần Bộ Quốc phòng. Những năm 1980, ông là Phó trưởng phòng Tham mưu Quân đoàn 1. Khoảng năm 1993, nhiệm kỳ làm Chủ nhiệm Tổng cục Hậu cần của Trung tướng Nguyễn Phúc Thanh, ông là Chủ nhiệm Hậu cần của Quân đoàn 1. Đến năm 1995, ông được bổ nhiệm làm Cục trưởng Cục Quân lương và sau đó là Cục trưởng Cục Quân nhu vào năm 1997. Năm 2000, ông được điều làm Phó Chủ nhiệm kiêm Tham mưu trưởng Tổng cục Hậu cần, và thăng làm Chủ nhiệm chỉ một năm sau đó. Ngày 1 tháng 3 năm 2007, ông về hưu theo quyết định số 1636 của Thủ tướng Chính phủ Nguyễn Tấn Dũng.

## Lịch sử thụ phong quân hàm
| Quân hàm | Tập tin:Vietnam People's Army Major General.jpg | Tập tin:Vietnam People's Army Lieutenant General.jpg |  |  |  |  |  |  |  |  |  |
| Cấp bậc  | Thiếu tướng                                     | Trung tướng                                          |  |  |  |  |  |  |  |  |  |
|          |                                                 |                                                      |  |  |  |  |  |  |  |  |  |